# ديفيد نوفاك
ديفيد نوفاك (بالإنجليزية: David Novak)‏ هو حاخام أمريكي، ولد في 1941 في شيكاغو في الولايات المتحدة.